# Shannon Bogues
Shannon Bogues Jr. (Baltimore, Maryland, 20 de febrero de 1997) es un baloncestista estadounidense que pertenece a la plantilla del Alliance Sport Alsace de la Pro B francesa. Con 1,90 metros de estatura, juega en la posición de Escolta.

## Trayectoria deportiva

### Universidad
Pasó sus dos primeros años universitarios en el pequeño community college McLennan en Waco, Texas, donde en su segunda temporada promedió 18,8 puntos, 4,6 rebotes y 3,8 asistencias, llegando a disputar el All-Star Game de la NJCAA, en el que fgue el mejor jugador de su equipo tras anotar 16 puntos.
Jugó posteriormente dos temporadas más con los Lumberjacks de la Universidad Stephen F. Austin, ya en la División I de la NCAA, en las que promedió 16,5 puntos, 2,7 rebotes, 2,4 asistencias y 1,3 robos de balón por partido. En ambas temporadas fue incluido en el segundo mejor quinteto de la Southland Conference.

### Profesional
Tras no ser elegido en el Draft de la NBA de 2019, el 26 de octubre fue elegido en la tercera posición de la segunda ronda del Draft de la NBA G League por los Wisconsin Herd. En su primera temporada, y hasta el parón por el coronavirus, promedió 10,0 puntos y 2,5 rebotes por partido saliendo desde el banquillo.
El 11 de julio de 2020 se anunció su fichaje por el BV Chemnitz 99, recién ascendido a la Basketball Bundesliga, pero fue finalmente descartado, fichando posteriormente por el GTK Gliwice polaco.
El 17 de febrero de 2022 firmó contrato con el Apollon Limassol B.C. de la Liga de Chipre.
El 18 de julio de 2024 fichó por el Alliance Sport Alsace de la Pro B francesa.